# وستفاليا

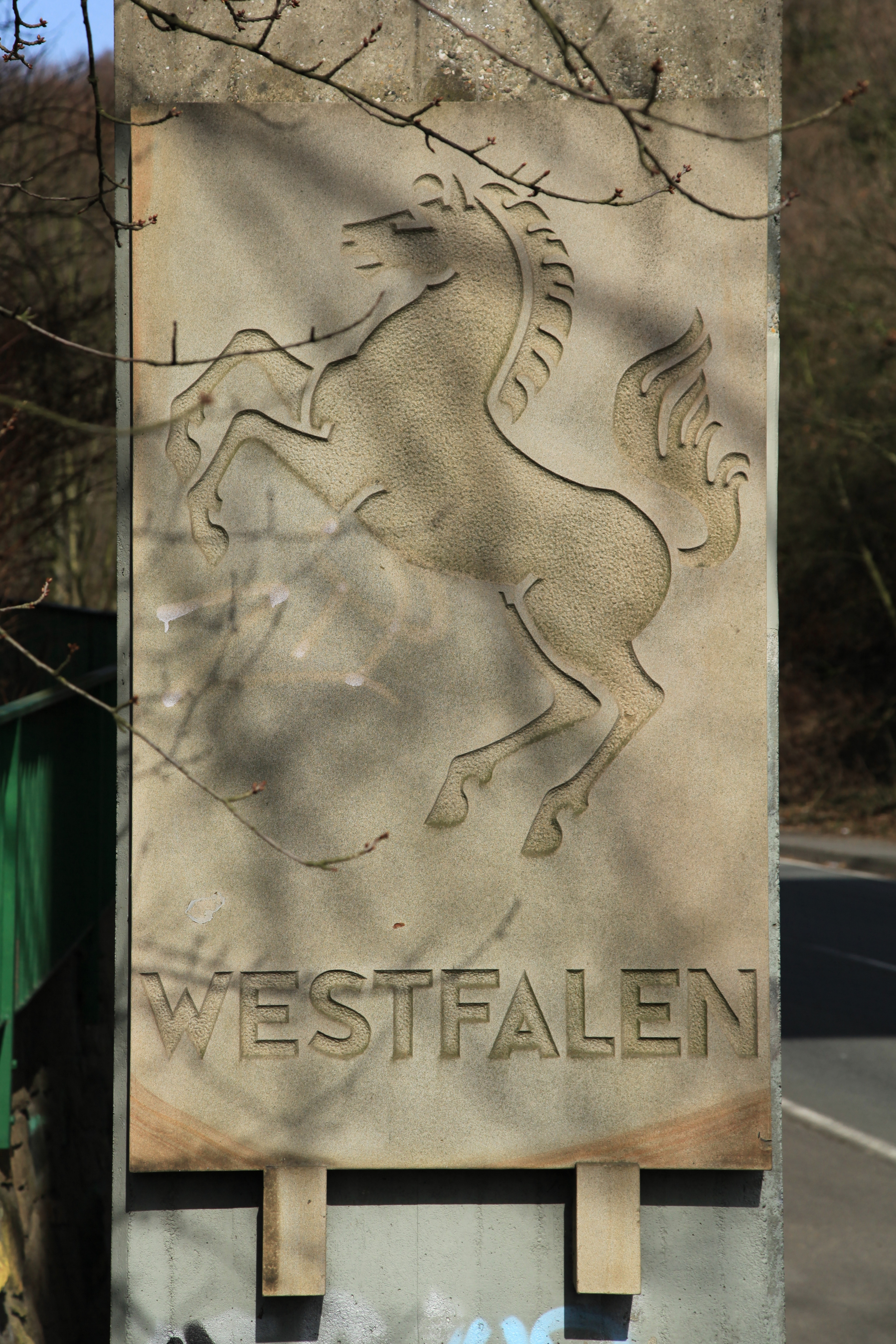
حصان وستفاليا، متحف هاغن

وستفاليا أو ڤستفالن (بالألمانية: Westfalen) وتعني فاليا الغربية، هي مقاطعة ألمانية سابقة كانت مستقلة ذاتيا ضمن إطار الدولة الألمانية «بروسيا». جرى دمجها بعد الحرب العالمية الثانية بقرار من سلطات الاحتلال البريطانية مع أقاليم في شمال حوض الراين لتؤسس مقاطعة شمال الراين - وستفاليا (بعلامة وصل). كانت عاصمتها مدينة مونستر.
ما زالت وستفاليا تشكل إقليما تاريخيا يتجاوز الحدود الحالية لولاية شمال الراين - وستفاليا وخاصة في الشمال، ولكن بدون أي صبغة رسمية سياسية للاسم بمفرده. لكنه يدخل إضافة إلى اسم ولاية شمال الراين - وستفاليا ضمن تركيبة اسم الرابطة القطرية «وستفاليا - ليبّه» (بالألمانية: Landschaftsverband Westfalen-Lippe) المعنية برعاية التراث الثقافي والاجتماعي والتاريخي.

## من فاليا إلى وستفاليا

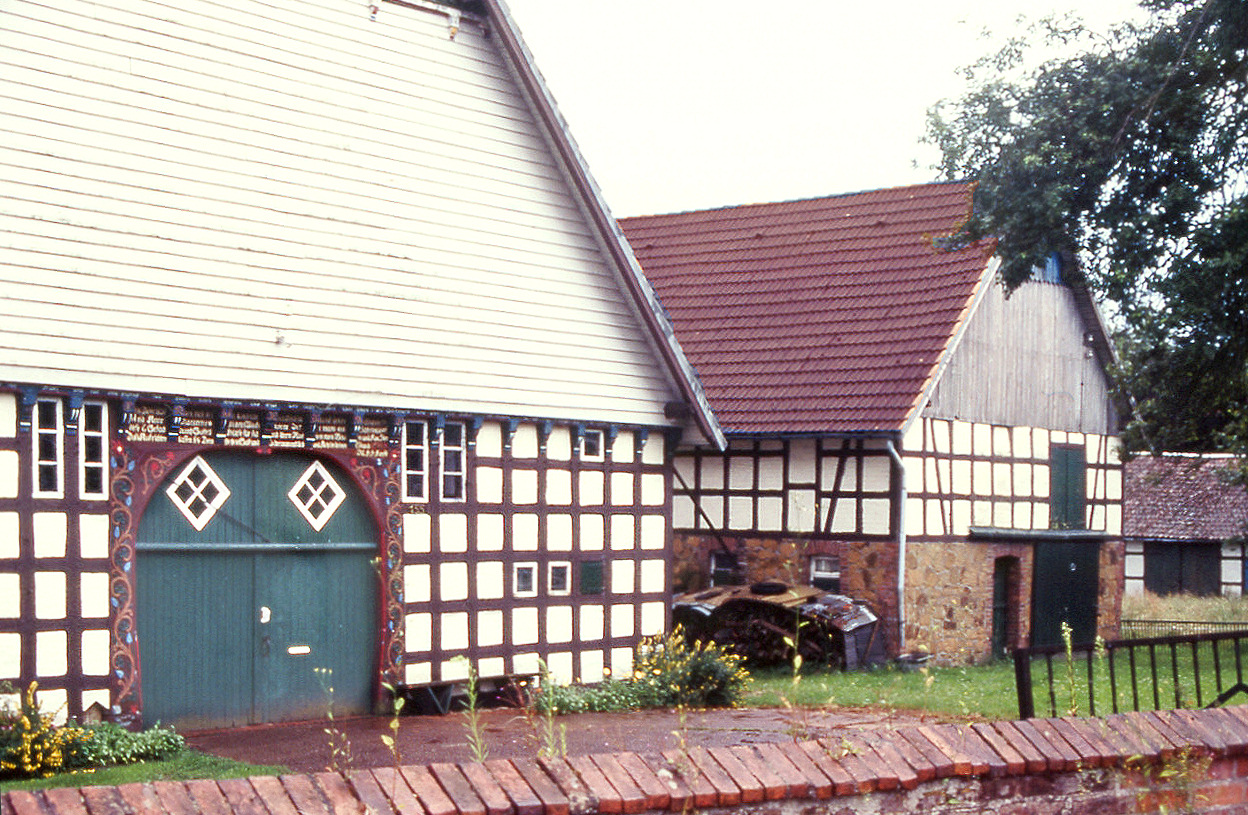
بيت وستفالي تقليدي قرب مله، قضاء أسنابروك

ظهر اسم وستفالاي (بالألمانية: Westfalai) لأول مرة في العام 775 في مخطوطة أحوال الإمبراطورية الفرنجية (باللاتينية:Annales regni Francorum) كتسمية لجزء من قبيلة السكسونيين إلى الغرب من نهر فيزر. أطلق السكسونيون القدماء اسم وستفاليا (فاليا الغربية) على الجزء الغربي من الأراضي القبلية واسم انغرن على مناطق الوسط، حيث سكنت قبيلة الأنغريفاريون، بينما سموا المناطق الشرقية أستفاليا (فاليا الشرقية). ظهر في النصوص القديمة عن بلاد السكسونيين ذكر إقليم فاهالا (بالألمانية: Gau Fahala)، ولكن لم يؤت على ذكر قبيلة فرعية تحت اسم الفاليين (بالألمانية: Falen). وتعني كلمة فْلاخ Flach الشمالية القديمة الحقل أوالأرض أو المسطح أو المنخفض. استعمل مصطلح العرق الفالي في أدبيات الحركة النازية في القرنين التاسع عشر والعشرين.
حصل أمير أقليم ليري في سنة 955 على لقب أمير وستفاليا. ومن الممكن اعتباره سلفاً لأمراء فيرل. أصبح اسم وستفاليا ذا مغزى سياسي بدءاً من سنة 1076، عندما اشترك الوستفاليون السكسونيون في انتفاضة على هاينريش الرابع، و1178-1180، عندما أُجبر هاينريش الأسد على التنازل عن سيادته على الاجزاء الغربية من سكسونيا لصالح رئيس اساقفة كولونيا عقابا له على التمرد ضد الإمبراطور فريدريش الأول بربروسا. ومنذ ذلك الحين حمل أساقفة كولونيا، لقب أمير وستفاليا. لا يزال حصان سكسونيا يشكل رمزا لوستفاليا وسكسونيا السفلى على قدم المساواة، تعبيرا عن الماضي المشترك. كما بقيت العمارة الريفية جامعا لكلا المنطقتين ممثلة ببيت وستفاليا المشابه لبيت سكسونيا السفلى ويتكون من صالة مركزية «ديله» مع بوابة جملونية تصطف على جانبيها مجموعات من الغرف التي تستخدم كورش عمل أو زرائب للحيوانات، في حين تقع غرف معيشة عائلة المزارعين في المؤخرة.
صنفت موسوعة هرمان شيدل للتاريخ العالمي في أواخر العصور الوسطى وستفاليا على أنها المنطقة الواقعة بين نهر الراين الأدنى ونهر الفيزر، تحدها في الشمال فريزيا وفي الجنوب مرتفعات سلسلة جبال روتهار الهسية.
قسمت الإمبراطورية الرومانية المقدسة في الرايخستاغ عام 1512 في كولونيا إلى عشر دوائر إمبراطورية، وشملت دائرة الراين الأدنى ووستفاليا الأمبراطورية أراضي ولاية شمال الراين - وستفاليا الحالية، لكنها شملت أيضا مناطق من ولاية سكسونيا السفلى من غربي نهر الفيزر إلى بحر الشمال. وصلت السيادة الوستفالية إلى أقصى الشمال وكان ضمنها الأراضي المملوكة لأسقفية مونستر (قصر كليمنسفرت في هوملينغ الذي يعتبر من معالم الباروك الوستفالي).
أنشأ نابليون الأول مملكة وستفاليا (1807-1813) لشقيقه جيروم إلا أنها لم تشمل سوى النصف الجنوبي الشرقي من وستفاليا، لكنها شملت بالمقابل أجزاء كبيرة من الولايات الألمانية الحالية سكسونيا السفلى وسكسونيا - أنهالت وهيسن.
حدد اسم وستفاليا منذ مؤتمر فيينا لعام 1815 بشكل متزايد على المناطق الوستفالية الخاضعة لمملكة بروسيا. ألحقت المناطق الواقعة في الشمال والتي كانت محسوبة على وستفاليا بعد ذلك بمملكة هانوفر (أسنابروك، إمسيا وبنتهايم)، وإمارة ألدنبورغ (بلاد مونستر الألدنبورغية). ثم تطوّر مفهوم «شرق وستفاليا» للإشارة إلى الجزء الشرقي من مقاطعة وستفاليا البروسية الذي يعادل محافظة ميندن الحالية. ظلت إمارة ليبه (قضاء ليبه الحالي) مستقلة وأصبحت في وقت لاحق دولة ضمن الرايخ الألماني. كما حافظ هذا القطاع الذي ينتمي لبلاد وستفاليا التاريخية على مكانة خاصة في عملية تسمية المصطلحات الإدارية للمناطق منذ أن انضم عام 1947 لولاية شمال الراين - وستفاليا التي تأسست عام 1946 من مقاطعة وستفاليا البروسية والأجزاء الشمالية لمقاطعة الراين البروسية كذلك. فرسمت الوردة الليبّية في شعار الولاية، وحملت الرابطة الإقليمية وستفاليا - ليبه الاسم فيها، بالإضافة إلى رابطة ليبه الإقليمية واسم «شرق وستفاليا - ليبه» لمحافظة دتملد.

## رموز

### شعار
| Landeswappen Nordrhein-Westfalen | Westfälisches Wappen | Landeswappen Niedersachsen |
| شمال الراين - وستفاليا           | وستفاليا             | سكسونيا السفلى             |

تقرر في اعتماد من وزارة الدولة البروسية بتاريخ 28 شباط 1881 السماح لمقاطعة وستفاليا بحيازة شعار النبالة: حصان وستفاليا الأبيض الواثب بشعر أجعد وذيل مرفوع. يتألف النموذج التاريخي لشعار وستفاليا من درع أحمر وعليه الحصان الوستفالي. يعتبر ذيل الحصان المرفوع إلى الأعلى، لأسباب الرسم وخلافا لشعار سكسونيا السفلى سمة رئيسية من سمات حصان وستفاليا.
ادرجت رابطة وستفاليا - ليبه الإقليمية شعار النبالة الوستفالي لغاية عام 2006 بنسخة معدلة ومطورة منه. كما أن شعار النبالة الوستفالي هو أيضا جزء لا يتجزأ من الشعار الرسمي لولاية شمال الراين - وستفاليا الذي استحدث عام 1953.

### رموز أخرى
تعتبر أغنية وستفاليا التي لحنت في إيزرلون في عام 1868 واحدة من رموز وستفاليا. كما عد شخصية الكيبنكيرل المعروفة بالاخص في بلاد مونستر من رموز وستفاليا، بقميصه الأزرق وربطة العنق الحمراء والحذاء الخشبي وجعبته التي يحملها على ظهره والتي تسمى كيبه. انتقل الباعة المتجولون مع الكيبه على ظهورهم في الماضي بين البلاد عارضين بضاعتهم في المزارع كما في المدن. خلد الكيبنكرل في مونستر بنصب تذكاري اقيم في وسط المدينة التاريخي. هناك أوجه للشبه مع نصب في لايننفيبر في بيليفيلد ونصب ليننباور في هيرفورد، التي تمثل ناسجا للخيوط يجمل منتجاته في حافظة للبيع في المدينة.

## جغرافيا

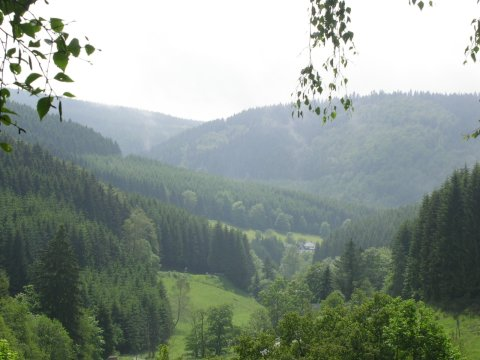
الجبال الوسطى في زاورلاند

يعيش في وستفاليا الحالية 8.2 مليون شخص على 21.427 كيلومتر مربع تقريبا في مناطق بلاد مونستر وبلاد تكلنبورغ وشرق وستفاليا وهلفغبورده، وزاورلاند (بدون أوبلاند الهسية) وبلاد فيتكنشتاين وزيغيا (التابعة لوستفاليا) وكذلك الجزء الوستفالي من حوض الرور (أي المناطق الوسطى والشرقية). تجمل المناطق الوستفالية زاورلاند وزيغيا وبلاد فيتغنشتاين تحت اسم جنوب وستفاليا.
تنتمي وستفاليا من حيث اللغة وأسلوب العمارة التقليدية، إلى شمال ألمانيا، باستثناء جزء من جنوب البلاد. لكن قرون من الصلات مع أسقفية كولونيا، والكاثوليكية المهيمنة على معظم المناطق والانتماء لولاية شمال الراين - وستفاليا تربطها برنانيا أي ببلاد الراين، أي بألمانيا الغربية. ولذلك، تحتسب وستفاليا غالبا لشمال غرب ألمانيا. ولكن ذلك يشمل أيضا سكسونيا السفلى وبريمن.

### تضاريس

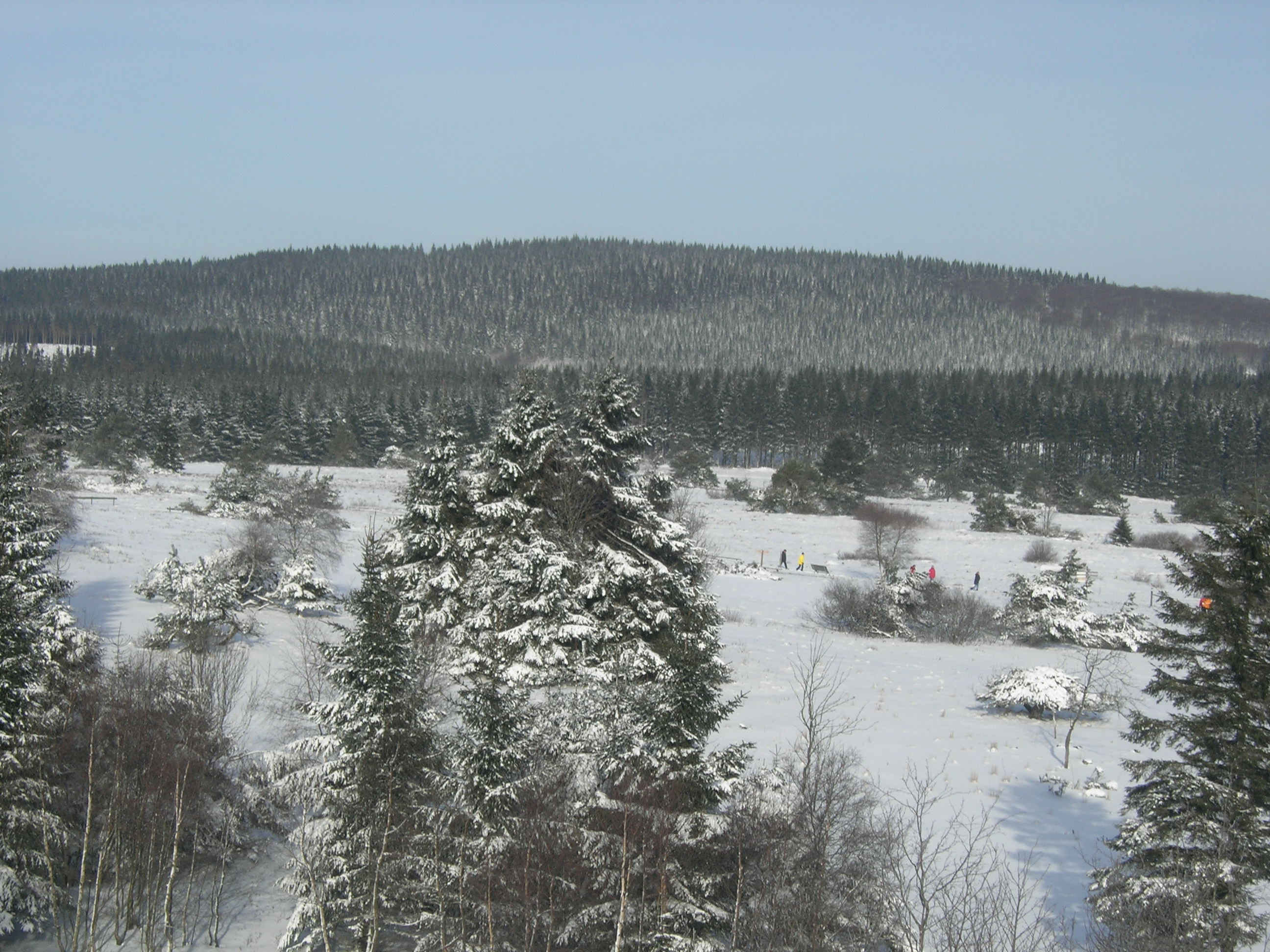
أعلى جبال وستفاليا: لانغنبرغ، أو الجبل الطويل

تهيمن الطبيعة الجبلية للمرتفعات الوسطى على المشهد في جنوب وستفاليا، بينما يحتل الخليج الوستفالي مساحة البلاد الشمالية. وتتواجد أعلى قمة في سلسلة جبال الروتهار التي تشكل في نفس الوقت حدودا طبيعية مع هسن. أشهر الجبال هنا هو كاله أستن (بالألمانية: Kahle Asten) أي الغصن الأجرد على ارتفاع 841.9 مترا مع محطة للرصد الجوي، وفندق وبرج للمراقبة. أعلى جبل في المنطقة المجاورة هو الجبل الطويل (بالألمانية: Langenberg)، هو في نفس الوقت أعلى ارتفاع في ولاية شمال الراين - وستفاليا كلها بارتفاع يبلغ 843.2 م.
تحصر مرتفعات سلسلة جبال أسنينغ الخليج الوستفالي في شمال شرق وشرق البلاد (مع جبل برناكن الذي يصل إلى ارتفاع 446 م) وسلسلة جبال إغّه (بحد أقصى للارتفاع يبلغ 468 متر في فلمرشتت البروسية). تقع جبال فيهن إلى الشمال في حين تمتد بلاد فيزر الجبلية في الشرق. تقع جبال أرداي ومرتفع هارشترانغ (بالألمانية: Haarstrang) أي ضفيرة الشعر على الحافة الجنوبية للخليج الويستفالي. تقع أدنى نقطة من البلاد في منطقة إيسلبورغ بارتفاع نحو 10 مترا حيث الانتقال إلى مشهد الراين الأدنى.
تشكل هضبة هلفيغبوردن التي ترتفع بتدرج خفيف على الحافة الجنوبية للخليج الوستفالي وسط ستفاليا. وتتميز بتربة طمي خصبة. هنا شكلت المدن الواقعة على طول الطريق المسمى هلفغ (بالألمانية: Hellweg) في القرون الوسطى المحور المركزي بين شرق وغرب وستفاليا.

### أنهار
أغزر أنهار وستفاليا هو نهر الفيزر، الذي يلامس البلاد في الشرق ويخترق سلسلة جبال فيهن وفيزر في بورتا وستفاليكا أي البوابة الوستفالية. 
تشمل منطقة مستجمعات مياه نهر الراين نهر الرور مع روافده مونه لنه وفلمه، ونهر إمشر ونهر زيغ ونهر ليبه.
تتضمن شبكة نهر الرور شلال بلاسترلغه (بالعربية: حجر الخرير)، الشلال الوحيد في وستفاليا. 
أما نهر الإمس الذي ينبع في جبال أسنينغ فيتدفق عبر شرق وشمال الخليج الوستفالي.

### المدن الوستفالية
| أكبر 5 مدن في وستفاليا |                   |
| المدينة                | عدد السكان (2005) |
| دورتموند               | 588.168           |
| بوخوم                  | 385.626           |
| بيليفيلد               | 326.925           |
| مونستر                 | 278.868           |
| غلزنكيرشن              | 268.102           |

أسست معظم المدن الوستفالية الحالية في العصور الوسطى. وغطت البلاد شبكة كثيفة من البلدات ذات الحقوق الحضرية. لكن اختلف تطور هذه المناطق في وقت لاحق في سياق الثورة الصناعية. فبعض البلدات ذات الحقوق الحضرية لم تتجاوز أبعاد القرية التقليدية كما في أعالي زاورلاند. وحتى مدينة أرنسبرغ وهي مقر المحافظة، ظلت مدينة صغيرة ونمت فقط مع إعادة تنظيم البلديات منذ عام 1975 لمدينة متوسطة. في حين أن مدينة سوست التي نقل رحالة عرب اسمها بشكل «شوشيت»  كانت في العصور الوسطى واحدة من أكبر وأهم المدن في شمال غرب ألمانيا لكنها الآن مجرد مدينة متوسطة.
أدت المناجم وصناعة التعدين في النصف الثاني من القرن التاسع عشر إلى زيادة سريعة في عدد سكان المدن في منطقة حوض الرور، وبالتالي إلى ظهور منطقة تكثف حضري كبيرة. تشمل مدن دورتموند وبوخوم وهيرنه وغلزنكيرشن وبطرب وكستروب - راوكسل وركلينغهاوزن وغلادبك. نشأت في مناطق ريفية سابقة على امتداد نهر ليبه مزيد من المدن الصناعية بسبب تحول مناجم الفحم نحو الشمال في القرن العشرين. وإلى الجنوب من الرور، تقع منطقة من المدن صناعية الطابع مثل هاغن وإيزرلون ولودنشايد في شمال غربي زاورلاند. تكوّن مدينة هام على الطرف الشرقي من حوض الرور منطقة الانتقال نحو منطقة هلفيغ الريفية. تمثل مدن مونستر وبادربورن مراكز هامة للبلاد المحيطة بها خارج منطقة الرور الوستفالية. وتمثل مدينة زيغن مركز ثقل مشابه في زيغيا، الجزء الجنوبي من وستفاليا. أما في شرق وستفاليا فقد كانت مدينة ميندن الإدارية مركز مهما لوقت طويل. قبل أن تنضم غوترسلوه وبيليفيلد إليها في وقت لاحق مع بداية عصر التصنيع. تحتفظ بعض المدن، بمهام مركزية على صعيد وستفاليا بأسرها، كالعاصمة التاريخية الوستفالية مونستر إضافة إلى دورتموند وهام.

## تاريخ

### تاريخ مبكر وما قبل التاريخ

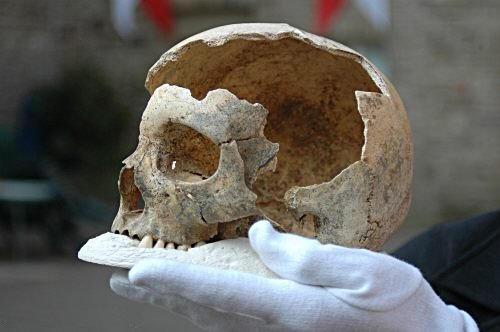
جمجمة امرأة من العصر الحجري، اكتشفت في سنة 2004 في كهف قرب هاغن-هوهنليمبورغ

قطن الإنسان بلاد وستفاليا منذ القدم وخلف البشر البدائيون النياندرتاليون أول آثار لمستوطنات بشرية من العصر الحجري القديم. وترجع أقدم بقايا عظام للإنسان حديث البنية إلى العصر الحجري الأوسط وقدر عمرها بأكثر من 10,700 سنة باستخدام طريقة الكربون 14 (التأريخ بمساعدة قياس إشعاع الكربون). أما العصر الحجري الحديث فهو مثبت ببقايا عظام بحالة جيدة من حضارة ميشلسبرغر وعمارة ضخمة تابعة لحضارتي تريختربشر وفارتبرغ. هناك إجمالا بقايا أو دلائل على وجود 15 مقبرة ممرات، و17 مقبرة قاعات. استفاد الإنسان القديم خلال العصر الحجري الحديث في وستفاليا من استخراج الصوان وغيره من المواد الخام. ونقلت الأدوات الحجرية والمواد الخام لمسافات طويلة.
كان الإقليم مأهولاً بالقبائل الجرمانية والكلتية إبان العصور الرومانية. حاول الرومان التوغل في المنطقة إلا أن محاولة روما وضع وستفاليا تحت الحكم المباشر منيت بالفشل في سنة 9 ميلادية بعد معركة فاروس. وأهملت المستوطنات الرومانية التي أنشئت حديثا إلى الشرق من نهر الراين، لكن العلاقات التجارية الواسعة ظلت قائمة بين المقاطعات الرومانية إلى اليسار من نهر الراين والجرمان المستقلين في الشرق. فقد عثر على طواحين حجرية ثقيلة مصنوعة من البازلت الآيفيلي ومن إنتاج الرومان في عمق ولاية سكسونيا السفلى الحالية وعلى أوعية نفيسة من البرونز. كما أنخرط العديد من السكسونيين المستوطنين بين نهري الراين وفيزر كمرتزقة في صفوف الجيش الروماني منذ القرنين الثالث والرابع.

### العصور الوسطى المبكرة

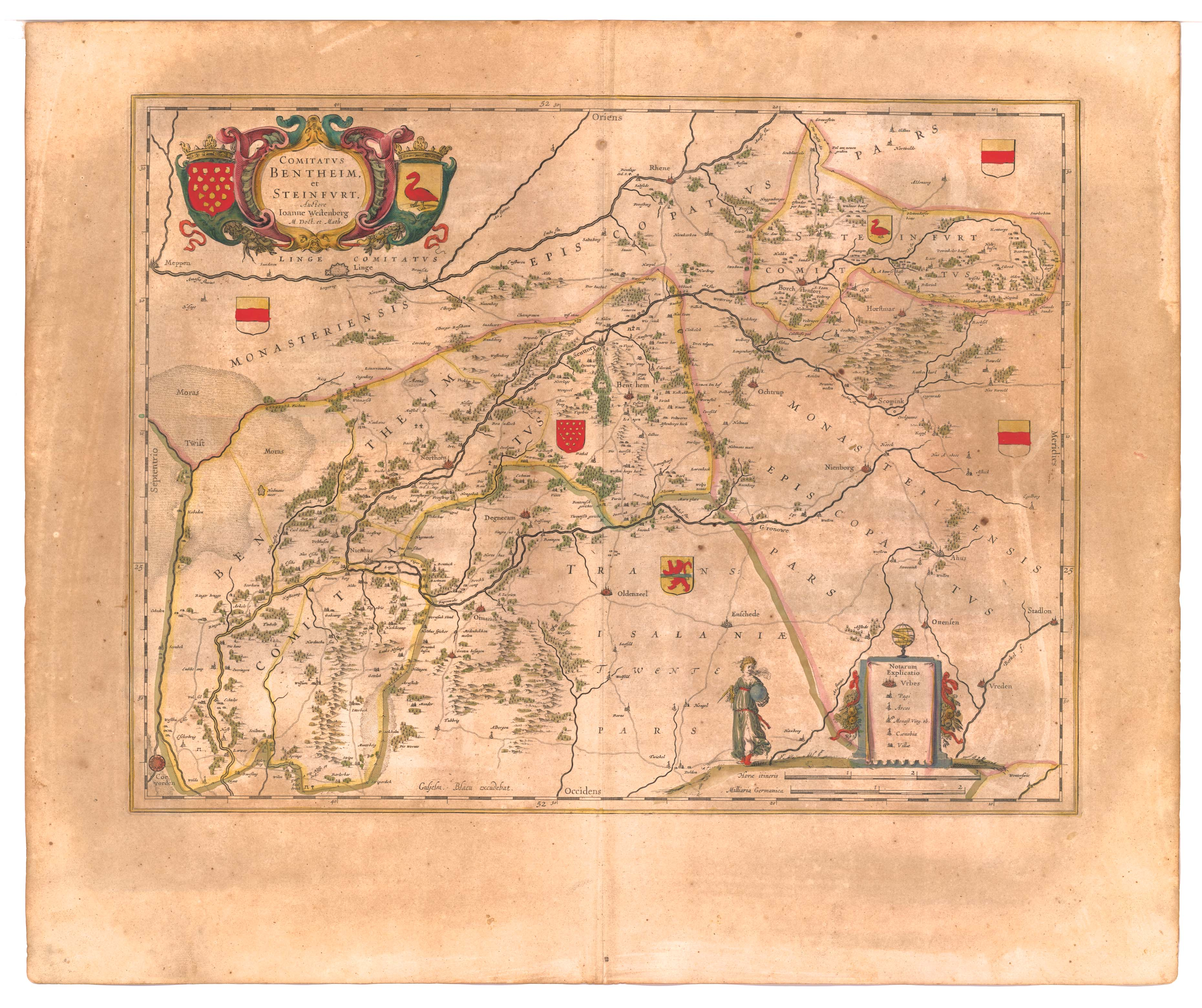
مقاطعتي شتاينفورت وبنتهايم 1645

ظهر الوستفاليون كمفهوم تاريخي لأول مرة في موسوعة أحوال إمبراطورية شارلمان الأكبر كجزء من قبيلة السكسونيين. ضُمًّ السكسونيون ومعهم الوستفاليون إلى دولة الفرنجة في أعقاب الحروب السكسونية التي دامت عشرات السنين. كان التنصير وسيلة رئيسية لتحقيق هذا الهدف عبر إنشاء الأبرشيات والأديرة والكنائس إلى جانب الإخضاع العسكري للبلاد. قسمت المنطقة سياسيا إلى إمارات حكمها أساسا نبلاء محليون. وهكذا نال حاكم إقليم ليري الأمير هاينريش الأول، في سنة 955 لقب أمير وستفاليا. ويعتبر ابنه هيرمان الأول سلف أمراء فيرل بشكل مؤكد. كانت وستفاليا في هذه الفترة المبكرة منطقة تاريخية واضحة لحد ما لقبيلة الوستفالاي. لكن هذا الوضع ما لبث أن تغير في القرون التالية بشكل واضح. كانت وستفاليا في الواقع وحتى 1180 جزءا من دوقية سكسونيا القديمة، ولكن سيطرة الدوقات على الأمراء وأصحاب السلطة الدنيويين الآخرين أخذت بالضعف وكذلك السيطرة على سلطة الكنيسة، لا سيما وأن معظم هذه الأراضي كانت أو أصبحت تابعة مباشرة للإمبراطورية (بالإنجليزية: Imperial immediacy) (بالألمانية: Reichsunmittelbarkeit). أصبح أساقفة كولونيا أمراء على وستفاليا اسميا مع تفكيك إمارة سكسونيا القديمة، لكن سلطتهم الدنيوية في وستفاليا كانت محصورة إلى حد كبير على «إمارة وستفاليا»، وهي منطقة في الجزء الجنوبي من وستفاليا. وطغى هذا التفتت الإقليمي على منطقة وستفاليا طوال العصور الوسطى وبداية العصر الحديث. فكان مصطلح وستفاليا في ذلك الوقت يستخدم في المقام الأول للإشارة إلى الثقافة واللغة المشتركة.
كانت الإمارات الأسقفية في مونستر وبادربورن وميندن من الأقاليم الهامة في التاريخ الوستفالي إضافة إلى إمارة وستفاليا التابعة لدولة كولونيا الناخبة. كما برزت من بين الإمارات الدنيوية مارك ورافنسبورغ وتكلنبورغ. كما ظهرت في العصور الوسطى وبداية العصر الحديث دولة ليبه التي بقيت لاحقا خارج مقاطعة وستفاليا واسقفية أسنابروك وإمارتي بنتهايم ولينغن وبعض المناطق الأخرى. وكانت هناك أيضا العديد من الإمارات الدنيوية والدينية الأصغر، كما هو الحال بالنسبة لإمارتي هيرفورد وكورفاي الأسقفيتين، ومقاطعات ليمبورج، شتاينفورت وهويا، وإمارة ريدا.

### أواسط وأواخر العصور الوسطى

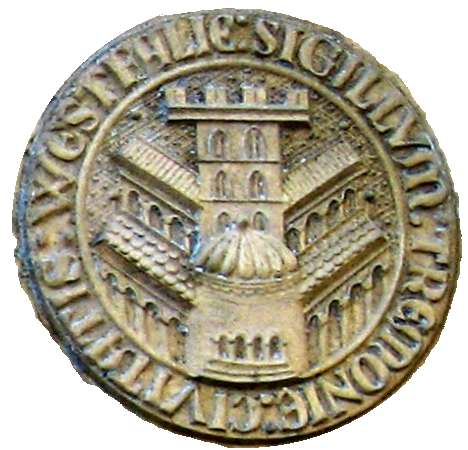
خاتم دورتموند

مر التاريخ السياسي على هذه المنطقة في ظل هذه الخلفية المجزأة إقليميا خلال القرون الوسطى وبداية العصر الحديث. وخسر أمراء فيرل - أرنسبرغ، الذين تصاعد نفوذهم في البدايات، جزءا كبيرا من هذا النفوذ أمام تغلغل سلطة الاساقفة الكولونيين، قبل أن تنتقل السيطرة الكلية على هذه المنطقة عام 1368 هِبَةً إلى كولونيا. أدى التنافس بين أسقفية كولونيا وإمارة مارك الصاعدة إلى إضعاف كولونيا بعد معركة فورينغن. ولم تعد توجد منذ ذلك الوقت قوة مهيمنة حقاً في مناطق وستفاليا، وأصبحت الحدود بين الأقاليم لا تتغير إلا بتقاسم الإرث أو بزوال أسرة من أسر النبلاء، مع بعض الاستثناءات.
نمت أهمية المدن منذ العصور الوسطى المتأخرة إلى جانب تحكم الكنيسة والنبلاء الإقليميين. صعدت دورتموند إلى مقام مدينة إمبراطورية حرة، ونقل الأساقفة الإمراء في بادربورن ومونستر قصورهم إلى الضواحي أمام تعاظم ثقة المواطنين بقوتهم. واتبعت المدن الرئيسية بشكل متزايد سياسة مستقلة، وعقدت تحالفات فيما بينها وانضمت إلى رابطة الهانزه.

### إصلاح، طائفية وحرب الثلاثين عاما

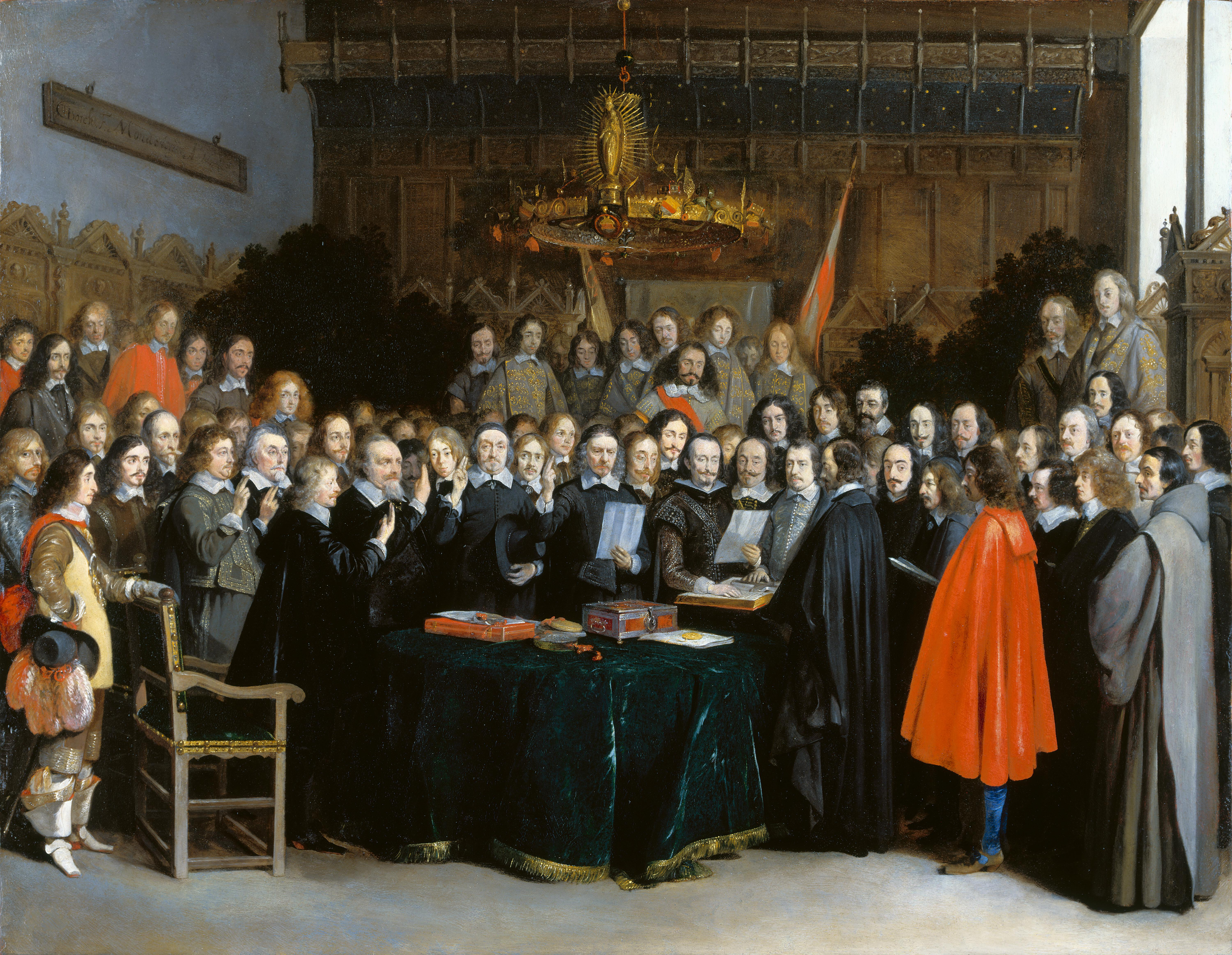
إبرام صلح وستفاليا في مونستر في 15 أيار 1648 (لوحة لغيرارد تيربورخ)

مثلت الإصلاحات الدينية البروتستانتية نقطة تحول هامة لوستفاليا. إذ أنها شكلت إلى حد ما استمرارية لسياسة أواخر العصور الوسطى التقليدية عبر كونها إصلاحات حضرية، قبل أن يتمكن الحكام الإقليميون من فرض مواقفهم الدينية، سواء كمؤيدين للإصلاح أو كمعارضين له. كانت مملكة مجددو العماد في مونستر، للوهلة الأولى، حالة خاصة من النشاط الإصلاحي في أوروبا، بعقيدتها التي تقوم على قرب يوم الحساب. لكن نظرة أدق للأحداث تبين أن هذا التطور بدأ كمثال كلاسيكي ولكن متطرف للإصلاح الحضري للمسيحية انتهى بانتصار السلطة الأسقفية. أظهر تاريخ الإصلاحات، وبصرف النظر عن مدينة دورتموند الامبراطورية، أن الحكام الإقليميين كانوا في وضع أقوى بكثير من المدن، وبدؤوا بإضعاف الحكم الذاتي للمدن بدرجات متفاوتة من النجاح.
أدت الإصلاحات على المدى البعيد لانقسام طائفي عميق بين البروتستانت والكاثوليك مستمر حتى اليوم وستفاليا، إلى جانب الانقسام الثقافي. تأثرت أجزاء من وستفاليا بشكل مباشر وغير مباشر من الأعمال العسكرية خلال حرب الثلاثين عاما. وتعاقبت انتصارات وهزائم كلا الجانبين. ولكن السكان وبغض النظر عن الانتماء الطائفي عانوا تحت عمليات السلب والنهب والأوبئة وفرض الخوات. إلى أن أنهى اتفاق مونستر وأسنابروك المزدوج للسلام المعروف بصلح وستفاليا الحرب.
كان مؤتمر السلام هذا حدث أوروبي من المرتبة الأولى. وكان أول نجاح فيه هو سلام مونستر بين هولندا وإسبانيا، الذي أنهى 80 عاما من النضال الهولندي من اجل الحرية.

### وستفاليا في القرن الثامن عشر

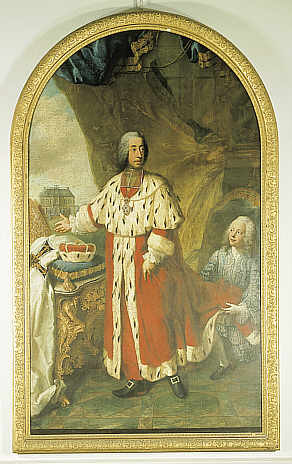
كليمنس أوغست الأول (أمير كولونيا الناخب، أسقف مونستر وبادربورن وأسنابروك)

لم يتغير شيء في جوهر الخلافات بين البروتستانتيين والكاثوليكيين بعد صلح وستفاليا. صعدت إمارة براندنوبرغ الانتخابية إلى قوة مسيطرة في المعكسر البروتستانتي الوستفالي عن طريق وراثة السطلة، وسيطرت على إمارة مارك وعلى الحكم في اسقفية ميندن السابقة وعلى إمارة رافنسبرغ. وبينما نجحت براندينبرغ - بروسيا إلى حد ما، بفرض السيطرة المطلقة للأمير الناخب أو الملك باءت مثل هذه المحاولات بالفشل غالبا في المناطق الكاثوليكية، وتمكنت الطبقات النافذة من الحفاظ على حقوقها إلى حد كبير. فكان لذلك عواقب كبيرة لجهود التحديث في القرن الثامن عشر. نجحت مساعي الدولة لتعزيز الاقتصاد في الأراضي البروسية، لكن العديد من المحاولات المشابهة تحت راية التنوير فشلت في وستفاليا الكاثوليكية بسبب تضاربها مع مصالح الطبقات المعنية. كذلك لم تكن وستفاليا في القرن الثامن عشر بمنأى عن التطورات السياسية في حرب السنوات السبع على سبيل المثال.
إلا أن القرن الثامن عشر حمل معه انتعاشا اقتصاديا كبيرا في اجزاء مختلفة من وستفاليا. ازدادت أهمية حرف النسيج المنزلية في ميندن - رافنسبرغ وشكلت نشاطا كبيرا سابقا للتصنيع. وانتعشت صناعة الحديد وإنتاجه في جنوب وستفاليا وفي زيغيا بعد أن عانت من الأزمات بعد حرب الثلاثين عاما. وبينما كان هذا التطور قادرا على استيعاب كلفة معيشة الأعداد المتزايدة من المعدمين والفقراء، انتشرت في المناطق الريفية في بلاد مونستر وبلاد بادربورن ظاهرة هجرة اليد العاملة بحثا عن لقمة العيش.

### نهاية الدولة القديمة وقيام مملكة فستفالن
أدى إلغاء الدول الدينية في أعقاب «القرار الرئيس لمجلس المبعوثين الإمبراطوري» إلى حدوث تغيّر حاد في الهيكلية السياسية لإدارة الأراضي والتي تعود للعصور الوسطى المبكرة. حكم المناطق التي لم تلحق ببروسيا أمراء كان معظمهم من نبلاء بلاد الراين الذين عوّضوا بذلك عن فقدان اماراتهم نتيجة ضم الاحتلال الفرنسي لها. من هذه المناطق على وجه الخصوص، إمارة سالم التي شملت أراضي المديريات المونسترية آهاوس وبوخولت، وإمارتي أنهولت وغيمن السابقتين، ودوقية آرنبرغ التي حصلت على فست (قضاء) ركلينغهاوزن الكولونية الناخبية سابقا. اتخذ نابليون اسم «مملكة فستفالن» لدولة انشأها في 1807، لكنها لم تشمل سوى عدد قليل من المناطق المحسوبة على وستفاليا المحتلة.

### مقاطعة وستفاليا

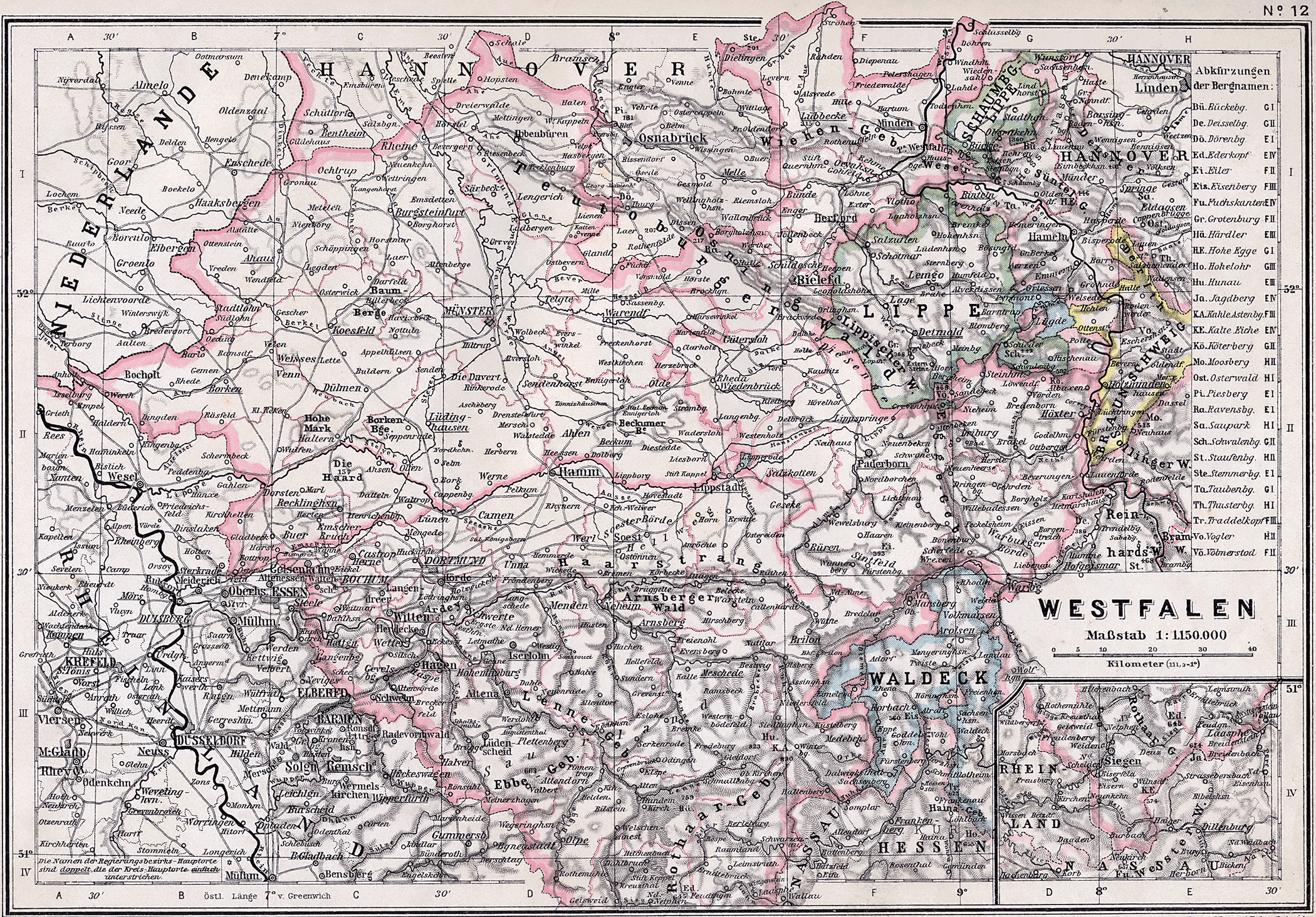
مقاطعة وستفاليا (1905)

شكل الجزء الأكبر من الأراضي الوستفالية لأول مرة وحدة سياسية عبر مقاطعة وستفاليا من 1816 كنتيجة لمؤتمر فيينا، ولغاية 1946. كانت مدينة مونستر عاصمة للمقاطعة ومقرا للرئاسة العليا. تألفت المقاطعة الجديدة أساسا من الأفاليم المنتمية إلى بروسيا قبل عام 1800 وهي ميندن ومقاطعات مارك ورافنسبرغ وبلاد تكلنبورغ إضافة لإمارات مونستر وبادربورن اللتان الحقتا ببروسيا بعد 1803 وكذلك بعض من صغرى الإمارات بما فيها إمارة ليمبورغ على نهر لنّه. وهكذا أصبحت تلك المناطق الوستفالية التي ضمتها فرنسا سنة 1810 ثم حررت بعد معركة لايبتزغ 1815 مقاطعة وستفاليا البروسية. من ضمن هذه المناطق إمارة سالمم والجزء الجنوبي من دوقية آرنبرغ (قضاء ركلينغهاوزن). كما أصبحت المناطق الشمالية والشرقية من إمارة الجبل الكبرى جزءا من البروسية مقاطعة وستفاليا عام 1815. ثم الحقت عام 1816 إمارة وستفاليا التي كانت تتبع إمارة هسن - دارمشتات منذ 1803. ألحقت عام 1817 إمارة ناسو - زيعن وإمارتي ساين - فيتكنشتاين وبرلبورغ وساين - فيتكنشتاين - هوهنشتاين بمحافظة آرنسبرغ، وبالتالي بمقاطعة وستفاليا البروسية. لكن كل هذه الإضافات لم تغير من واقع أن هذه هذه المقاطعة كانت أصغر بكثير من إقليم وستفاليا التاريخي في بداية العصر الحديث، تماما كما هو الحال حاضرا مع الجزء الوستفالي من ولاية شمال الراين - وستفاليا.
تألفت مقاطعة وستفاليا من منطقة مغلقة وكانت مقسمة إلى محافظات آرنسبرغ، ميندن ومونستر. وفي عام 1816 سلخ قضاء إسن من المقاطعة وألحق بمقاطعة الراين. كما عدلت حدود الإقليم في عام 1851 وفي عهد جمهورية فايمار بصور طفيفة.
بظل هذه الخلفية، نمى الشعور الوطني الوستفالي خلال القرنين التاسع عشر والعشرين القرن بفعل المؤسسات الحكومية الإقليمية أكثر من ذي قبل. لكنه كان دائما في منافسة مع الدولة القومية والتقاليد الإقليمية والمحلية. بقيت بعض الأقطار التي لم تدرج ضمن المقاطعات البروسية مستقلة رغم أنها كانت لفترة طويلة جزءا من الوطن الوستفالي. لكن استقلالها ظل ضمن الاتحاد الألماني. ومنها ما شكل بعد عام 1871 ولايات اتحادية تابعة للامبراطورية الألمانية كبلاد أولدنبرغ وليبه. وضعف فيها الاعتبار الوطني الوستفالي في القرنين التاسع عشر والعشرين، وتحول عوضا عن ذلك إلى شعور إقليمي مستقل وقوي أحيانا.
بهذا توحدت مناطق بروتستانتية وكاثوليكية في المقاطعة الجديدة. وضع دمج وستفاليا الكاثوليكية السلطات البروسية أمام تحديات كبيرة. أدى الانقسام الطائفي إلى نشوء ثقافة سياسية مختلفة جدا في المناطق البروتستانتية والكاثوليكية استمر إلى القرن العشرين.

مصنع هاركورت في خربة قلعة فتر

تأثر وضع الإقليم خلال الثورة الصناعية والتصنيع الثقيل في القرن التاسع عشر والتطور الصناعي في منطقة حوض الرور الوستفالية وما ترتب على ذلك من فرق بين المدينة والريف. ولم يعد من الممكن الحديث عن تاريخ وستفالي مستقل في القرن العشرين إلا جزئيا، حيث عكس التطور في هذا الإقليم التطورات في ألمانيا ككل.

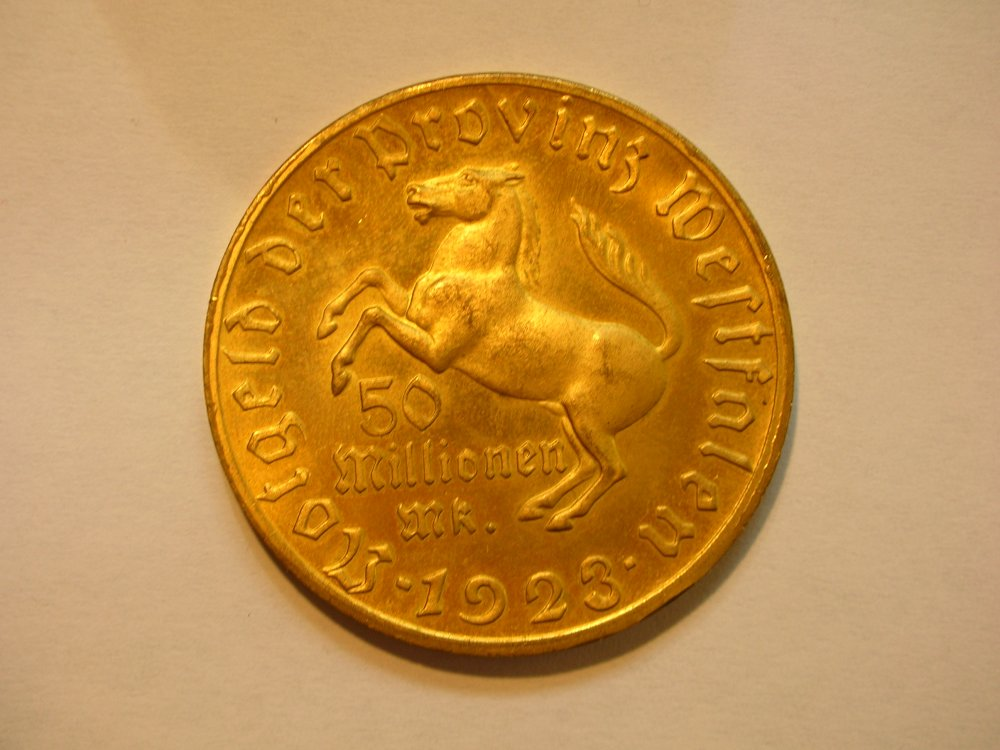
عملة التضخم 50 مليون مارك، وستفاليا 1923

تأثرت المناطق الصناعية في وسفاليا بالتضخم في عهد جمهورية فايمار وبنضال الرور والصراع الكبير بين أصحاب العمل والعمال، مثل نزاع صناعة الحديد في الرور والآثار المترتبة على الأزمة الاقتصادية العالمية. جردت المقاطعة من صلاحياتها السياسية خلال فترة الاشتراكية القومية وغابت عنها أي حركة سياسية تذكر. جرت ملاحقة المعارضين السياسيين وأتباع الأقليات العرقية كاليهود والغجر كما كان الحال في كل ألمانيا إضافة إلى عمليات قتل المعوقين. ونقل اليهود من وستفاليا أيضا إلى معسكرات الإبادة خلال الحرب العالمية الثانية. كانت المقاطعة هدفا لقصف قوات التحالف وخاصة في النصف الثاني من الحرب كما شهدت معارك برية في الأشهر الأخيرة من الحرب.
ضم الحكم العسكري البريطاني في عام 1946 مقاطعة وستفاليا لولاية شمال الراين - وستفاليا الاتحادية الجديدة التي حصلت على شكلها الحالي مع انضمام بلاد ليبه لها عام 1947.

## سياسة وإدارة

### وستفاليا في إطار ولاية شمال الراين - وستفاليا الاتحادية
أصبحت مقاطعة وستفاليا مع محافظات آرنسبرغ وميندن ومونستر في البداية جزءا من مناطق الاحتلال البريطاني بعد الحرب العالمية الثانية. ثم وحدت مع الجزء الشمالي من مقاطعة الراين البروسية السابقة لتكوّنا ولاية شمال الراين - وستفاليا بناء على اللائحة رقم 46 للحكومة العسكرية في 23 آب 1946 المتعلقة بحل المقاطعات البروسية السابقة في المنطقة البريطانية وتكوين ولايات مستقلة.
مع انضمام بللاد ليبه 1947 إلى الولاية دمجت محافظة ميندن المكونة من مناطق وستفالية صرفة مع مناطق جمهورية ليبه لتشكل محافظة ميندن - ليبه الجديدة مع مدينة دتمولد كعاصمة. ثم عدل الاسم في 2 حزيران 1947 لمحافظة دتمولد.
وبهذا تكون وستفاليا واحدة من ثلاثة أجزاء لولاية شمال الراين - وستفاليا. يقع مقر مجلس النواب الإقليمي في مدينة دوسلدورف في بلاد الراين وكذلك مقر الحكومة الإقليمية. اما المحكمة الدستورية لولاية شمال الراين - وستفاليا والمحكمة الإدارية العليا للولاية فتتخذان من العاصمة السابقة لمقاطعة وستفاليا، مونستر، مقرا لهما.

### رابطة وستفاليا - ليبه القطرية
تجمع رابطة وستفاليا - ليبه القطرية (بالألمانية: Landschaftsverband Westfalen - Lippe, LWL) المحافظات والمدن في أنحاء بلاد وستفاليا وليبه بنفس الحقوق والواجبات. وتنتخب مجالس المحافظات والمجالس الحضرية ممثليها في المؤتمر القطري، الذي ينتخب بدوره المدير القطري، ويبحث في المسائل السياسة العامة، وله صلاحيات اعتماد الميزانية.
تقوم الرابطة القطرية بمهام سلطة الحكم الذاتي على مستوى الدولة. وتتراوح هذه المهام من رعاية المعوقين وتشغيل العيادات الطبية والمدارس إلى نشر الثقافة وتشغيل المتاحف في أنحاء كلا الإقليمين. تتبع للرابطة، في جملة من أمور، مديرية الأرشيف الوستفالية، ومديرية المتاحف الوستفالية إضافة للمديرية الوستفالية لرعاية النصب التذكارية. أما تشغيل شركات النقل فقد نقلت إلى الشركة الوستفالية المحدودة للنقل.
سبق رابطة وستفاليا - ليبه القطرية إنشاء رابطة المقاطعات البروسية الوستفالية التي انشأت عام 1886 والتي لا يزال دستورها نفسه دستور الرابطة الحالية إلى حد بعيد.

### محافظات وأقضية
يتألف الجزء الوستفالي من ولاية شمال الراين - وستفاليا من المحافظات التالية:
- آرنسبرغ
- دتمولد
- مونستر

تضم محافظة دتمولد أراضي محافظة ميندن في مقاطعة وستفاليا البروسية السابقة، إلى جانب مناطق بلاد ليبه المستقلة السابقة، التي تشكل اليوم قضاء ليبه وتعتبر جزءا قائما بذاته من ولاية شمال الراين - وستفاليا. كما تعرف المحافظة باسم وستفاليا الشرقية - ليبه.
تتوزع الأقضية في محافظات الولاية على الشكل التالي:
| قضاء                                                  | مقر الإدارة | مساحة (كلم²) | سكان           | ملاحظات |
| محافظة آرنسبرغ                                        |             |              |                | |
| قضاء - إنبه - رور                                     | شفيلم       | 408          | 343.834 (2005) | تشكل في الأول من آب 1929 من قضاء شفيلم وأجزاء كبيرة من قضاء هاغن الريفي وقضاء هاتينغن الريفي، ووسع في 1 كانون الثاني 1975 مقابل تنازل عن مناطق لصالح مدينتي هاغن وفيتن. |
| قضاء أعالي زاورلاند                                   | مشده        | 1.959        | 276.756 (2005) | تشكل حديثا في الأول من كانون الثاني / يناير 1975 من قضاء بريلون وأجزاء كبيرة من قضاء آرنسبرغ وقضاء مشده وأجزاء صغيرة من قضاء بورن وقضاء فيتغنشتاين. |
| القضاء الماركي                                        | لودنشايد    | 1.059        | 450.478 (2005) | شكل في الأول من كانون الثاني 1975 من مدينة إيزرلون، قضاء لودنشايد، وأجزاء كبيرة من قضاء إيزرلون، وأجزاء صغيرة من قضاء آرنسبرغ |
| قضاء أولبه                                            | أولبه       | 710          | 142.047 (2005) | وسّع في الأول من تموز من عام 1969 بإضافة أجزاء صغيرة من قضاء مشده الريفي |
| قضاء زيغن - فيتكنشتاين                                | زيغن        | 1.132        | 292.089 (2005) | بدءا من الأول من كانون الثاني 1984 بعد أن كان يسمى قضاء زيغن |
| قضاء سوست                                             | سوست        | 1.327        | 308.841 (2005) | وسّع في الأول من تموز 1969 بإضافة أجزاء صغيرة من قضاء بكوم الريفي وفي الأول من كانون الثاني 1975 بإضافة أجزاء صغيرة من أقضية آرنسبرغ، بكوم وبورن وكذلك منطقة قضاء ليبشتادت، الذي ضمّت اليه الجيوب الليبية ليبروده وكابل اعتبارا من 1 تشرين الأول 1949 |
| قضاء أونا                                             | أونا        | 543          | 425.232 (2005) | تشكل القضاء في 17 تشرين الأول 1930 عن طريق إعادة تسمية قضاء هام الريفي، ووسّع في الأول من كانون الثاني 1975 بإضافة مدينة لونن الخارجة عن القضاء وأجزاء من أقضية إيزرلون ولودينغهاوزن مع تنازل عن مناطق لصالح مدينة هام |
| مدينة                                                 | بوخوم       | 145          | 377.393 (2006) | بداية من 24 أيار 1876. ثم توسيع المناطق الحضرية في 1 نيسان 1904 و1 نيسان 1926 و1 آب 1929 و1 كانون الثاني 1975 (مدينة فاتنشايد) |
| مدينة                                                 | دورتموند    | 280          | 588.168 (2005) | بداية من 15 شباط 1875 ثم توسيعات لمساحة المدينة في الأول من نيسان 1905 والعاشر من حزيران 1914 والأول من نيسان 1918 والأول من نيسان 1928 على حساب مدينة هورده ومساحات كبيرة من قضاء دورموند الريفي وفي الأول من آب 1929 مساحات كبيرة من قضاء هوردة وفي الأول من كانون الثاني 1975 مساحات صغيرة من قضاء إيزرلون.                                                                                   |
| مدينة                                                 | هاغن        | 160          | 199.512 (2005) | بدأ من الأول من نيسان 1887 ثم توسيع مساحة المدينة في الأول من نيسان 1901 والأول من آب 1929والأول من كانون الثاني 1975 أجزاء من قضاء إيزرلون |
| مدينة                                                 | هام         | 226          | 184.556 (2005) | بدأ من الأول من نيسان 1901 بالانفصال عن قضاء هام ثم توسعة مساحة المدينة في الأول من نيسان 1939 بضم أجزاء صغيرة من من مديرية رينرن وأجزاء صغيرة من قضاء أونا الريفي في الأول من كانون الثاني سنة 1968 وأجزاء من قضاء بكوم وقضاء لودنغهاوزن وقضاء أونا في الأول من كانون الثاني 1975 |
| مدينة                                                 | هرنه        | 51           | 165.803 (2006) | بدأً من الأول من تموز 1906 ثم توسعة مساحة المدينة في الأول من نيسان 1908 والأول من نيسان 1926 والأول من نيسان 1928 والأول من آب 1929 والأول من كانون الثاني 1975 بضم مدينة فنه آيكل. |
| محافظة دتمولد                                         |             |              |                | |
| قضاء غوترسلوه                                         | غوترسلوه    | 967          | 352.979 (2005) | تأسس حديثا في الأول من كانون الثاني 1973 من قضاء فيدنبروك، وأجزاء واسعة من قضاء هاله وأجزاء صغيرة من قضاء بيلفلد، ثم وسع في الأول من كانون الثاني 1985 باقتطاع مساحات صغيرة من قضاء وارندورف. |
| قضاء هرفورد                                           | هرفورد      | 450          | 254.633 (2005) | وسع في الأول من كانون الأول 1969 بإضافة مدينة هرفورد المستقلة عن القضاء حتى ذلك الحين ثم اكتساب اجزاء من قضاء ميندن مقابل التنازل عن جزء صغير من الأرض لقضاء ميندن-لوبكه الجديد |
| قضاء هوكستر                                           | هوكستر      | 1.200        | 153.912 (2005) | في الأول من كانون الثاني 1970: دمج جيب غريفنهاغن الليبي من قضاء دتمولد مقابل التنازل عن جيب مدينة لودغه وفلدروم وكمبل، ثم ضم قضاء فاربورغ في أول كانون الثاني 1975 |
| قضاء ميندن - لوبكه                                    | ميندن       | 1.152        | 322.156 (2005) | تشكل في أول كانون الثاني 1973 من قضاء لوبكه واجزاء واسعة من قضاء ميندن واجزاء صغيرة من قضاء هرفود |
| قضاء بداربورن                                         | بادربورن    | 1.245        | 296.433 (2006) | تنازل عن مناطق لقضاء بيلفلد في الأول من كانون الثاني 1970 ثم توسع بضم مساحات واسعة من قضاء بورن في الأول من كانون 1975 |
| مدينة                                                 | بيلفيلد     | 259          | 328.673 (2005) | بداية من الأول من تشرين الأول 1878 ثم توسعة مساحة المدينة في أول أبريل 1900 ثم 31 كانون الثاني 1907 ثم الأول من تشرين الأول 1930 و31 كانون الأول 1961 والأول من كانون الثاني 1965 والأول من كانون الثاني 1973 على حساب قضاء بيلفيلد الريفي ثم منذ الأول من تشرين الأول قضاء بيلفيلد |
| قضاء ليبه (جزء مستقل من ولاية شمال الراين - وستفاليا) | دتمولد      | 1.246        | 360.169 (2005) | 1934 استيعاب المدن الحرة في قضائي دتمولد وليمغو المشكلين في سنة 1932 والتابعين لولاية ليبه، ثم استيعاب القضائين سنة 1947 في ولاية شمال الراين - وستفاليا، فتبادل للمناطق سنة 1970 مع قضاء هوكستر الذي تخلى عن مدينة لودغه وفلدروم وحصل على الجيب الليبي غريفنهاغن، ثم توحيد القضائين الليبيين سنة 1973تحت اسم قضاء ليبه.                                                                         |
| محافظة مونستر                                         |             |              |                | |
| قضاء بوركن                                            | بوركن       | 1.419        | 367.836 (2005) | تشكل في الأول من كانون الثاني 1975 من قضاء آهاوس ومدينة بوخولت وأجزاء صغيرة من قضاء كوزفلد وقضاء ركلينغهاوزن وقضاء ريس |
| قضاء كوزفلد                                           | كوزفلد      | 1.110        | 221.001 (2005) | تشكل في الأول من كانون الثاني 1975 بعد التنازل عن أراضي لصالح قضاء بوركن وضم أجزاء من قضائي لودينغهاوزن ومونستر |
| قضاء ركلينغهاوزن                                      | ركلينغهاوزن | 760          | 648.022 (2005) | تشكل في الأول من كانون الثاني 1975 عبر التنازل عن اراضي لصالح مدينة بطرب وقضاء بوركن وقضاء فيزل وضم مدينة كستروب - راوكسل ومدينة ركلينغهاوزن وثم مدينة غلادبك في الأول من تموز 1976 |
| قضاء شتاينفورت                                        | شتاينفورت   | 1.791        | 444.231 (2005) | وسع في الأول من كانون الثاني 1975 بضم قضاء تكلنبورغ واجزاء من قضاء مونستر |
| قضاء فارندورف                                         | فارندورف    | 1.319        | 283.395 (2005) | تشكل في الأول من كانون الثاني بعد التنازل عن اجزاء لصالح قضاء غوترسلوه وضم مساحات واسعة من قضاء بكوم واجزاء صغيرة من قضاء لودنهاوزن وقضاء مونستر |
| مدينة                                                 | بطرب        | 101          | 119.655 (2005) | بدءا من الأول من كانون الثاني 1921 ثم توسعة مساحة المدينة على حساب قضاء ركلينغهاوزن في الأول من تموز 1976 بعد أن ألغي في السادس من كانون الأول 1975 بحكم قضائي، الاندماج الذي تحقق مع مدينة غلادبك في الأول من كانون الثاني 1975. |
| مدينة                                                 | غلزنكرشن    | 105          | 269.972 (2006) | بداية من الأول من نيسان 1897 ثم توسعة المدينة في الأول من نيسان 1903 وفي الأول من نيسان 1926 مع الانتماء لمحافظة آرنسبرغ لغاية 31 آذار 1928. في الأول من نيسان 1928 ضم مدينة بور وجزء صغير من قضاء ركلينغهاوزن. تغيير اسم المدينة إلى غلزنكرشن-بور والانتقال إلى محافظة مونستر. ثم اعادة التسمية لغلزنكيرشن في 21 أيار 1930. ثم ضم اراضي صغيرة من قضاء ركلينغهاوزن في الأول من كانون الثاني 1975 |
| مدينة                                                 | مونستر      | 303          | 270.868 (2005) | توسعة مساحة المدينة في الأول من كانون الثاني 1879 والأول من نيسان 1903 والأول من كانون الثاني 1975 على حساب قضاء مونستر |

### مخططات مستقبلية
جرى في عشرينات القرن العشرين النظر بإعطاء منطقة حوض الرور صفة محافظة خاصة بها، وعادت هذه الفكرة للحياة مرة أخرى في ثمانينات القرن نفسه. يعود التقسيم الإداري الحالي أساسا إلى القرن التاسع عشر، كما أن الرابطات الإقليمية كانت موضع جدل (وهي موجودة فقط في ولاية شمال الراين - وستفاليا). وفقا لأفكار الائتلاف الحكومي الليبيرالي المحافظ السابق برئاسة يورغين روتجرز فإن المستقبل السياسي في الولاية كان مقررا له أن يكون مقتصرا على ثلاث مناطق إدارية (محافظات أو اتحادات إقليمية) تدعى بلاد الراين ووستفاليا ومنطقة الرور.
لكن تنفيذ هذه الفكرة تعوقه احتجاجات في وستفاليا بشكل رئيس وأيضا في منطقة الراين السفلى، حيث يتخوف الكثيرون من أن تهيمن بلاد الراين القوية ومنطقة حوض الرور المهمة، على المصالح الوستفالية ضمن السياسة الإقليمية.
كما تسود خشية مما يعرف باسم «رستفالن» أو «بقية وستفاليا». كما توجد في أقليم ليبه مقاومة لهذه المشاريع التي تمس مسائل دستورية، حيث ينظم اتفاق المباديء الليبّية الذي انضمت بموجبه جمهورية ليبّه لولاية شمال الراين - وستفاليا سنة 1947 حقوق محافظة دتمولد والرابطة القطرية لليبّة ضمن التزامات واضحة لليبه.

## ثقافة
تتنوع الثقافة في وستفاليا تنوع المنطقة نفسها. وتلتزم نواد محلية عديدة برعاية التقاليد، وتنضوي تحت سقف «اتحاد الوطن الويستفالي». وتحمل رابطة وستفاليا - ليبه القطرية قانونيا مسؤولية رعاية الثقافة الوستفالية. وتنشط الرابطة بهدف الحفاظ على التراث الثقافي لوستفاليا وليبه ودراسته وإتاحته للجمهور. وتكرس جمعية دعم الثقافة الوستفالية (GWK) جهودها للنهوض بالثقافة الشابة. فتقدم دعما لتشجيع الفنانات والفنانين الشباب المتميزين في ميادين الفن والموسيقى الكلاسيكية/المعاصرة والأدب.

### عمارة وفنون
لا تزال في وستفاليا بعض الأمثلة للهندسة المعمارية، من الفترة الكارولينغية، ذات الأهمية على الصعيد الوطني. وهذا يشمل على سبيل المثال البناء الغربي من «دير كورفيي» (873-885).

## وصلات خارجية
- ولاية وستفاليا، موقع الأقاليم الألمانية التاريخية
- تاريخ وستفاليا، موقع رابطة وستفاليا - ليبه

## اقرأ أيضا
- سيغرلاند